# 藤井システム
藤井システム（ふじいシステム）は、将棋の戦法の一つ。四間飛車の一種である。プロ棋士の藤井猛が考案した。これにより藤井は1997年の将棋大賞の升田幸三賞を受賞。また、三間飛車にも応用することができる。

## 概要
藤井猛が考案した四間飛車の戦法である。特に居飛車穴熊対策としての藤井システムは非常に注目され、藤井自身も第一人者として活躍した。
『将棋世界』2007年9月号の企画「現役棋士が選ぶ衝撃の新手新戦法ベスト10!」で第1位となる。獲得票数が他を圧倒しており、投票総数の45%がこの戦法に投票している。
後述のように左美濃対策の藤井システムと穴熊対策の藤井システムとがある。後者の特徴は、相手が穴熊を目指せばその前に戦いを仕掛け、穴熊を放棄して急戦となったときは囲いの堅さで優位に立てることである。特定の駒の動きというよりは自陣全体の攻守の駒組みに特徴があり（「戦法」ではなく）「システム」と呼ばれる由縁でもある。
従来は居飛車側が作戦として持久戦を選択する際、5筋位取り・玉頭位取りまたは船囲いから矢倉囲いなどへの発展系の囲いを選択することになり、特に横からの寄せ合いには脆さがあった。しかし左美濃・居飛車穴熊の発達により、居飛車が振り飛車と同等かそれ以上の玉の堅さを手に入れたため、振り飛車の勝率が極端に下がった。トップ棋士になるとこの傾向が顕著で、羽生善治・森内俊之・佐藤康光・渡辺明が居飛車穴熊を指したときの勝率（先後別）は、佐藤の後手番での0.588を除いて7割以上の高勝率であり、羽生は先後合計での勝率が9割を超えていた（通常、先手番の勝率は5割を少し超す程度といわれている）。
そのため、左美濃・居飛車穴熊に対しての対策を持ちつつ、居飛車の従来からある右銀急戦などにも備えた包括的な指し方が必要となった。藤井システムにおいては、
- 左美濃に対しては、理想形を許さず、玉頭戦に持ち込むのを狙う。
- 居飛車穴熊に対しては、そもそも穴熊に組ませない、あるいは組ませる前に戦いを起こすのを狙う。穴熊に組もうとする相手に居玉のまま攻撃をしかけたり、振り飛車から居飛車に戻したり、あるいは雀刺しのように端に勢力を集中させるといった戦い方も含む。

小林健二のスーパー四間飛車や杉本昌隆の研究なども下敷きとなっている。たとえば、『将棋世界』2014年11月号、「『ぼくはこうして強くなった』第2回、藤井猛九段の巻」75～76ページで藤井はこう語っている。「第３図。自分が三段時代に杉本さんの将棋を見て、思い描いた局面。ここで▲２五桂と跳んだらどうなるのか。平成４年９月、それを銀河戦で神崎健二五段を相手に試した。（中略）流れるような手順で進んだ第４図は先手優勢。▲２五桂を見て、解説者の中村修九段が『ひぇーっ』と叫んだくらい。当時としては斬新な仕掛けだった。指してみると実際には難しいということもわかり、その後指すことはなかったが、藤井システムの原形として思い入れのある一局になった。」。
| 9  | 8  | 7  | 6  | 5  | 4  | 3  | 2  | 1  |    |
| 香 | 桂 |    |    |    | 金 | 銀 | 桂 |    | 一 |
|    | 飛 |    |    |    |    |    | 王 | 香 | 二 |
| 歩 |    | 歩 | 歩 | 銀 | 金 |    | 歩 | 歩 | 三 |
|    |    |    |    | 歩 | 歩 | 歩 | 角 |    | 四 |
|    | 歩 |    | 歩 |    | 歩 |    | 桂 |    | 五 |
|    |    | 歩 |    |    |    | 歩 |    |    | 六 |
| 歩 | 歩 | 角 | 銀 | 歩 |    |    | 歩 | 歩 | 七 |
|    |    |    | 飛 | 金 |    | 銀 |    |    | 八 |
| 香 | 桂 |    |    |    | 金 | 玉 |    | 香 | 九 |

| 9  | 8  | 7  | 6  | 5  | 4  | 3  | 2  | 1  |    |
| 香 | 桂 |    |    |    | 金 | 銀 | 桂 | 香 | 一 |
|    | 飛 |    |    | 金 |    | 王 | 角 |    | 二 |
| 歩 |    | 歩 | 歩 | 銀 | 歩 |    | 歩 | 歩 | 三 |
|    | 歩 |    |    | 歩 |    | 歩 |    |    | 四 |
|    |    |    |    |    |    |    |    |    | 五 |
|    |    | 歩 | 歩 |    | 歩 | 歩 |    |    | 六 |
| 歩 | 歩 | 角 |    | 歩 |    |    | 歩 | 歩 | 七 |
|    |    | 銀 | 飛 |    |    | 銀 |    |    | 八 |
| 香 | 桂 |    | 金 |    | 金 | 玉 | 桂 | 香 | 九 |

## 変遷

### 振り飛車党の減少
藤井システムが広く知られるようになる前、居飛車側は対振り飛車戦において急戦に自信がない場合、左美濃・居飛車穴熊で玉を固く囲う戦法が有効とされていた。これらの囲いは振り飛車側の美濃囲いと堅さが同じかそれ以上で、しかも持久戦模様になると居飛車側からのみ仕掛けの権利があった。これに対して振り飛車側の有力な対策がなく、振り飛車を指す棋士が減少した。青野照市はこの頃の状況を、森下卓の言葉を引用して「矢倉の研究が忙しいから、振り飛車には穴熊と左美濃を交互にやってればいいんだ」と表現した。藤井自身も「居飛車党は矢倉の研究が忙しいので、振り飛車には左美濃と居飛車穴熊を交互にやっておけばいい、という言葉があったくらいだ」と当時を回顧し述懐している。
振り飛車（四間飛車）党であった藤井も居飛車穴熊と左美濃への対応には苦慮し、対左美濃戦において振り飛車側も銀冠を見せて、その囲いの途中（2七銀・3九玉・4七金・4九金の状態）で飛車を右翼に戻して左美濃の玉頭に殺到する構想を試したことがある（1995年全日本プロ将棋トーナメント(のちの朝日オープン将棋選手権)、藤井猛対行方尚史戦）。この将棋は河口俊彦の『新対局日誌』に取り上げられており、藤井はこの構想を林葉直子が指していたものだとしている。これは藤井システムが登場する前の将棋であるが、左美濃の玉頭を攻める構想は共通している。
| 9  | 8  | 7  | 6  | 5  | 4  | 3  | 2  | 1  |    |
| 香 |    | 王 | 金 |    |    |    | 桂 | 香 | 一 |
|    |    | 銀 |    | 金 | 飛 |    |    |    | 二 |
|    |    | 桂 |    | 歩 | 銀 | 角 | 歩 | 歩 | 三 |
| 歩 | 歩 | 歩 |    |    |    | 歩 |    |    | 四 |
|    |    | 歩 | 歩 |    | 歩 |    | 歩 |    | 五 |
| 歩 | 歩 |    |    | 歩 |    | 歩 |    |    | 六 |
|    | 玉 | 銀 | 歩 |    | 歩 |    |    | 歩 | 七 |
|    |    | 銀 |    | 金 |    |    | 飛 |    | 八 |
| 香 | 桂 | 角 | 金 |    |    |    | 桂 | 香 | 九 |

| 9  | 8  | 7  | 6  | 5  | 4  | 3  | 2  | 1  |    |
| 香 |    | 王 | 金 |    |    |    | 桂 | 馬 | 一 |
|    |    | 銀 |    | 金 | 飛 |    |    |    | 二 |
|    |    | 桂 |    | 歩 | 銀 |    |    | 歩 | 三 |
| 歩 | 歩 | 歩 |    |    |    | 歩 |    |    | 四 |
|    |    | 桂 | 歩 |    | 歩 |    |    |    | 五 |
| 歩 | 歩 | 香 |    | 歩 |    | 歩 |    |    | 六 |
|    |    |    | 歩 |    | 歩 |    |    | 歩 | 七 |
|    |    | 金 | 玉 | 金 |    |    |    |    | 八 |
| 香 | 桂 |    |    |    |    |    | 龍 | 香 | 九 |

参考局面1は左美濃対四間飛車の一変化で、初出は1993年10月1日のJT将棋杯 日本シリーズ、先手郷田真隆対後手羽生善治戦である。後手羽生の△7三桂-7一玉型に、先手郷田が▲7五歩と仕掛けた有名な局面。△同歩とさせてから▲2四歩△同歩▲同角とし、以下の手順を示すと、△2二飛▲3三角成△2八飛成▲1一馬△7四飛▲7六歩△同歩▲同銀△7五歩▲同銀△同飛▲7六歩△7四飛▲7五香△同飛▲同歩△2九竜▲7四歩△7五桂▲7七玉△8七銀▲6八玉△7八銀成▲同金△8九竜▲8三銀以下、先手の郷田が勝つ。長手数示しても、一連の手順はほぼ変化の余地がないとされ、この一局は局後の検討でも、その後の研究でも、先手勝ちと結論づけられたというが「この結論を覆さない限り、後手番で左美濃相手に指す手がない」と藤井は振り返っており、この将棋を詰みまで研究した結果、1年後の94年10月2日に新手を現した。棋聖戦の先手室岡克彦対藤井猛戦で、藤井は前記手順の△8九竜に代えて研究手△7六香と打ち（参考局面2）、以下▲7七桂△6九銀▲7三歩成△同銀▲5五馬△7二歩▲7四桂△7八銀成▲5七玉△8三金以下、後手藤井が勝っている。最後の△8三金も藤井の研究手で、その後、図の局面は公式戦で現れていない。
この一局を島朗九段が当時の将棋雑誌に「藤井君が指す四間飛車は藤井システムといえる」と書いた。藤井システムという言葉が現れた瞬間として知られる。その後藤井システム一号局とされる後述の藤井猛対井上慶太戦、95年12月22日の順位戦B級2組につづく。
| 9  | 8  | 7  | 6  | 5  | 4  | 3  | 2  | 1  |    |
| 香 | 桂 |    |    |    | 金 | 角 | 桂 | 香 | 一 |
|    | 飛 |    |    | 金 |    | 銀 |    |    | 二 |
| 歩 |    |    | 歩 |    | 歩 | 銀 | 王 |    | 三 |
|    |    | 歩 |    | 歩 |    | 歩 | 歩 | 歩 | 四 |
|    | 歩 |    | 歩 |    | 歩 |    |    |    | 五 |
|    |    | 歩 |    |    |    | 歩 | 歩 | 歩 | 六 |
| 歩 | 歩 | 角 | 銀 | 歩 |    | 桂 |    |    | 七 |
|    |    |    | 飛 | 金 |    | 銀 |    |    | 八 |
| 香 | 桂 |    |    |    | 金 | 玉 |    | 香 | 九 |

### 対左美濃の藤井システム
前述のとおり本来の藤井システムは左美濃に対抗するための研究であった。左美濃、特に天守閣美濃は、その特異な形から振り飛車にとって攻略が難しかった。
飛車先を突破した後は横から攻めることになるが、振り飛車側の玉が一・二段目にいるのに対して、居飛車側の玉は三段目にいるため、攻め合いになると手数で負けることが多い。そこで天守閣美濃の攻略にあたり、横からではなく、弱点である玉頭を狙った縦からの攻めを織り交ぜるようになった。
先手の場合、玉を3九に配置させてから▲4五歩として相手に理想的な4枚高美濃に組ませないようにし、▲2六歩から玉頭を狙って攻める。ただし▲2六歩を早く決めてしまうと△5三角から狙われるので、振り飛車側としては周到さが必要である。例えば島朗がNHK杯で後手藤井システムに▲5七角から強引に高美濃に組み、桂頭を狙って勝利している。
振り飛車側としては右図からよくある形では▲5六歩と突き、三間飛車に転換した後▲6八角と引いて相手の玉頭に利きを直通させ、右桂とともに攻める。
この他に7七角のままで単に▲2五歩△同歩▲同桂とする手段も実は厳しく、角が3一にいないと銀を2二に引けず（▲2四歩がある）角道が通っている分、居飛車側が常に気を使う展開になる。この順では先手振り飛車側も4五の位を取らずに後手居飛車側に△4三金型の高美濃に組ませた方が▲2五歩△同歩▲同桂△2二銀にそこで▲4五歩△同歩▲4四歩の際に当たりがちかくなって厳しい。
これは非常に完成された戦法であり、対四間飛車に高く構える左美濃自体がプロの対局ではあまり見られなくなっている。

### 対穴熊の藤井システム
藤井は相手の穴熊模様の将棋において杉本の指し方をヒントに前述の1992年銀河戦の神崎戦で、▲3九玉-3八銀型に構えて▲3七桂から2五桂、そして▲4五歩と角の利きで攻める指し方を披露しているが、こうした藤井システムに類似した居飛車穴熊に対する振り飛車の仕掛けでは、羽生善治の例が知られる。1995年10月の全日本プロトーナメント、▲真田圭一対△羽生戦で、後手の羽生は四間飛車△7一玉-7二銀型から△7三桂に構え、△4五歩～6五歩の急戦を仕掛けている。また、出雲大社で行われた 1995年11月の竜王戦第3局、▲佐藤康光対△羽生戦では前記同様の△7一玉-7二銀型に△9三桂～8五桂で7七の角をどかして戦端を開く指し方をみせている。
この他、藤井が穴熊に対してシステムを指す前に、久保利明が井上慶太相手に類似の戦型を一週間前に指しており、久保は奨励会時代に▲4八玉型で▲2五桂からの端攻めを愛用していたという。
藤井が穴熊相手に初披露したのは、1995年12月22日の順位戦B級2組対・井上慶太戦であり、47手の短手数で井上を投了に追い込んだ（右図は途中図）。この時穴熊は早くの▲3七桂上がりから▲4五桂の筋を警戒した△6二銀型で、この穴熊について藤井は独自に研究をしていた。

| 9  | 8  | 7  | 6  | 5  | 4  | 3  | 2  | 1  |    |
| 香 | 桂 |    |    |    | 金 | 銀 | 桂 |    | 一 |
|    | 飛 |    |    |    | 角 |    | 王 | 香 | 二 |
| 歩 |    | 歩 | 歩 | 銀 | 金 |    | 歩 | 歩 | 三 |
|    |    |    |    | 歩 | 歩 | 歩 |    |    | 四 |
|    | 歩 |    | 歩 |    | 歩 |    | 桂 |    | 五 |
|    |    | 歩 |    |    |    | 歩 |    |    | 六 |
| 歩 | 歩 | 角 | 銀 | 歩 |    |    | 歩 | 歩 | 七 |
|    |    |    | 飛 | 金 |    | 銀 |    |    | 八 |
| 香 | 桂 |    |    |    | 金 | 玉 |    | 香 | 九 |

しかしすぐに有名になることはなく、1997年度のNHK杯戦で屋敷伸之が羽生善治に対して類似の形を指したときは、羽生が自玉のコビンを攻められ思うように居飛車穴熊に組めずに長考し、解説の田中寅彦もうなったが、ようやく指した羽生の次の一手は△3二玉と戻す手であった。
1998年、藤井はこの戦法を用いて谷川浩司から竜王位をストレートで奪取する。振り飛車は将棋界で息を吹き返し、さらには、ほかの振り飛車の戦法も指されるようになった。
現在「藤井システム」で主流となっている変化は、居飛車穴熊への新たな研究として現れた、言わば新バージョンである。居飛車穴熊が完成する前に角筋を頼りにした縦からの攻めを軸として速攻を仕掛ける体勢と、居飛車側が急戦に持ち込んだときの対策の、両方を兼ね備えた作戦となっている。先手の場合、1筋の歩を突き越し居玉のまま速攻を仕掛ける体制を整え、△1二香と穴熊に囲おうとしたら、▲2五桂から▲4五歩と角筋を通して攻めるが、後手が急戦を仕掛けてきたら▲4八玉から▲3九玉と美濃囲いに移行するというものである。
ここまでの順は駒組みが特徴的なため、真似るのは容易であると思われがちだが、指しこなすのはプロでも非常に難しく「藤井でないと藤井システムは指せない」と言われることもある。

## 藤井システム対策
藤井システムは、居飛車側が穴熊囲いでも急戦を仕掛けてきても、どちらにも対応できる戦法として猛威をふるった。対抗策としてミレニアム囲いなどの新戦法が採用されることも増えたが、四間飛車側も互角以上の対応を見せ大流行することはなかった。また居飛車党の棋士が有効な対策を見いだせずに藤井に対して相振り飛車を採用する機会が増えるなど、藤井システムへの対策は2000年前後において居飛車党にとっての大きな課題であった。
そこで居飛車側は、穴熊にするか急戦（特に4六銀右戦法）を目指すかの態度をぎりぎりまで決めず、四間飛車（藤井システム）側の動きによってどちらの駒組みにするかを決めるようになった。
これに対し、四間飛車側も▲6七銀と▲1五歩を保留し（▲7八銀と▲1六歩で止める）、その2手を▲4八玉から▲3九玉と囲いにかけるようになる。
この他、瀬川晶司らがアマ時代によくやっていた戦法が後手の時に図のように△3三銀とし、▲4八玉△2四銀▲3九玉に△1五銀と端歩をもぎ取り、以下▲1五同香△1四歩▲同香△同香▲1七歩△1一香▲2八銀△7四歩が一例で、すぐに決まるわけではないが、1筋の関係は後手が得となり、△1八歩から攻める手もできる。またいきなり△1七香成もあって、かなりのプレッシャーになり、先手玉が4八でも嫌な局面である。▲1五歩が早い時に端棒銀は有力となっていった。このとき早めに▲2六歩～▲2七銀と備えられても、△3一角から今度は右銀を棒銀に出す指し方もあり、臨機応変に対応できるのが特徴である。
このため駒組みの上では藤井システムの特徴であった「端歩の突き越し」「居玉」がなくなり「藤井システムは消えた」と言われるようにもなった。
藤井システムに対する研究と改良が加わった結果、後手番での藤井システムは不利、先手番ではほぼ互角に戦えるであろう、とする結論に至っていた。
一例として図の対藤井システム急戦例のように、先手▲5六銀には後手が穴熊にせず直ちに△8六歩▲同歩△4五歩と仕掛ける激しい手段などがあり、先手の応手は手としては▲4五同桂と▲8八飛、▲3三角成△同桂▲7七角の三通りであるが、『イメージと読みの将棋観』（2008、日本将棋連盟）では羽生善治はこの局面を先手が誘導してやるなら何かしらの対策が必要であるとしている。佐藤康光は▲4五同桂では以下△7七角成▲同桂で△4四銀なら▲8五歩、△8六飛ならば▲5三桂成△同金は先手がかなりリスクを冒しているとしており、森内俊之も▲4五同桂は強気にいくならで以下△7七角成▲同桂△8六飛▲5三桂成△同金▲8八歩△4三金寄から△5五歩となると、あまり先手が良くないとしている。一方で▲8八飛であれば△4六歩▲8五歩△7七角成▲同桂△5五歩▲6七銀△8三歩▲6八玉△2八角▲1八香△1九角成▲8四歩△同歩▲8三歩△同飛▲7二角△8二飛▲6三角成で後手自信がないとしている。谷川浩司も▲8八飛に△7七角成▲同桂△4六歩▲8五歩と、後手は手を作るのが難しいとしているが、渡辺明は▲8八飛に△4六歩▲8五歩△7七角成▲同桂△5五歩▲6七銀となると、先手も自信がないとしている。
▲2五桂の跳ねる前に動くこの局面は2003年以降に現れ、▲4八玉型に比べて居玉の分先手が勝ちにくいとされている。2008年までの公式戦で10局指されて先手が3勝7敗、後手が8筋を突き捨てない将棋も11局指され、こちらは先手6勝5敗となっているという。

| 9  | 8  | 7  | 6  | 5  | 4  | 3  | 2  | 1  |    |
| 香 | 桂 |    |    |    |    | 銀 | 桂 | 香 | 一 |
|    | 飛 |    |    |    |    | 金 | 王 |    | 二 |
| 歩 |    | 歩 | 歩 | 銀 | 金 | 角 | 歩 | 歩 | 三 |
|    |    |    |    | 歩 |    | 歩 |    |    | 四 |
|    |    |    | 歩 |    | 歩 |    |    | 歩 | 五 |
|    | 歩 | 歩 |    | 銀 | 歩 | 歩 |    |    | 六 |
| 歩 |    | 角 |    | 歩 |    | 桂 | 歩 |    | 七 |
|    |    |    | 飛 | 金 |    | 銀 |    |    | 八 |
| 香 | 桂 |    |    | 玉 | 金 |    |    | 香 | 九 |

藤井自身も模索を続けており、2008年には矢倉も実戦で試すようになった（ただし通常の矢倉の定跡手順ではなく、相振り飛車も視野に入れたものである）ため、当時の『週刊将棋』紙に「矢倉党に転向」と紹介されたこともあった。藤井自身、藤井システムを「ファーム落ち」と表現しているが、藤井システムを捨てたわけではなく「いつ一軍で投げさせるか、わかりませんよ」としている。事実、藤井は2012年に先手後手の双方で複数回藤井システムを指し、第53期王位戦では、挑戦者決定リーグで高橋道雄と牧野光則を、挑戦者決定戦では渡辺明を破って羽生王位への挑戦権を得た。2014年5月12日の王位戦で居飛車穴熊の木村を終盤もたつきはあったものの撃破。A級から陥落したものの、研究は怠っていないところを見せた。
その後、2015年頃から後手番藤井システムが復権傾向にあり、2016年には第24期銀河戦で藤井が優勝する原動力となり、第64期王座戦五番勝負第2局など、他の対局でも現れるようになっている。
このような変遷を経た現在での四間飛車対策では、穴熊や急戦に加え上述のミレニアム囲いや増田康宏が多用し注目された銀冠穴熊などで藤井システムを警戒することで開発された戦法が増えている。特に高く構える左美濃では2五歩から4五歩で攻めの取っ掛かりを与えることになるので、陣形の不備を補う手段として飯島流引き角戦法をはじめ陣形を低く構える角道不突左美濃型が開発されていった。この他相振り飛車も定跡が整備され角道を止める振り飛車への有力な対策とみなされるようになるなど、藤井システム以前の穴熊一辺倒だった時代から比べるとかなりの多様化を見せている。

## 三間飛車への応用
また近年では、本来の四間飛車だけではなく、三間飛車においても居玉のまま戦う藤井システム調の戦法が採用されることがある。
2009年8月30日に放映されたNHK杯戦において、後手番を引いた久保利明が採用したのが初号局（右図）である。その後佐藤和俊が2016年度NHK杯戦においてこの戦法を採用し屋敷伸之・羽生善治・橋本崇載といった強豪棋士を相次いで倒し準優勝したことで大きく注目された。佐藤はその後将棋フォーカスに講師として出演しこの戦法を解説した。
この戦法の特長としては、四間飛車藤井システムに比べて角頭を狙う急戦に強い点、および△5二金左を保留することにより展開によっては袖飛車・右四間飛車・中飛車などへ振り直し居飛車調の戦いへ転換することが容易である点が挙げられる。一方で△4五歩の威力が減じていることや、ミレニアム模様で▲6八角と▲2四歩の仕掛けを狙われた場合に△2二飛と受けることを強要されるなどのデメリットがある。
5筋の歩を突かない居飛車穴熊に対して、角筋で相手玉を睨みつつ自玉側の桂馬と香車で一気に端攻めを狙う三間飛車は「トマホーク」として知られる。2016年に奨励会の三段リーグで山本博志が藤井聡太に対して採用し快勝した例などがある。

## 藤井システムのエピソード
- 藤井猛は「重要なのは動機があるかどうかなんです。私は新戦法を編み出したくて『藤井システム』を指したわけではないです。相手に勝つために、必要性があって『藤井システム』を考えたのです。竜王になった時に『絶対的な強さは求めない』と話しているように、相手に勝つためにはどうすればいいのか、という思想で指してきたので、（藤井システムには）コンピュータ的な強さは求めないです。」とインタビューで語っている[11]。
- 今後、藤井聡太と対戦することになったら、藤井猛は「藤井システムを指そうと思います」と語っている[11]。